# Scotorythra brachytarsa
Scotorythra brachytarsa är en fjärilsart som beskrevs av Edward Meyrick 1899. Scotorythra brachytarsa ingår i släktet Scotorythra och familjen mätare. Inga underarter finns listade.